# Litoral (revue culturelle)
Pour les articles homonymes, voir Litoral.
Litoral est une revue culturelle fondée à Malaga (Espagne) en 1926 par Emilio Prados et Manuel Altolaguirre. Cette revue proposait principalement des poèmes, mais publiera également des romanciers, peintres, dessinateurs, architectes, philosophes, compositeurs, etc.
La revue Litoral fut dans un premier temps publiée à Malaga entre 1926 et 1929, puis reparut pour une seule année en 1944 au Mexique (créée par José Moreno Villa, Emilio Prados, Manuel Altolaguirre, Juan Rejano et Francisco Giner de los Ríos), et acquit sa forme actuelle en 1968 sous la direction de José María Amado, de nouveau à Malaga.

## Histoire

### La première étape espagnole
Dans la dynamique d'une époque de grande activité artistique et scientifique espagnole appelée « La Edad de plata » (ou en version longue : La Edad de plata de las letras y ciencias españolas (es), soit « l'Âge d'argent des lettres et des sciences espagnoles ») qui s'étend approximativement de la génération de 98 à la génération de 27, et impulsée par le prix Nobel de médecine de Santiago Ramón y Cajal et la création d'établissements culturels tels que le Conseil pour l'Ampliation des Études (es), la Résidence d'étudiants de Madrid et autres, Manuel Altolaguirre et Emilio Prados décident de mettre en avant la culture artistique espagnole en fondant la revue culturelle Litoral en 1926, à Malaga.

C'est en novembre de cette année qu'apparaît le premier numéro de la revue, avec une première page réalisée par Manuel Ángeles Ortiz à la demande de Prados, qui souhaitait, comme il l'explique dans sa « carta fundacional » (lettre fondatrice), un dessin qui évoquât la mer ; ce dessin représente un poisson sortant de l'eau et restera le symbole inaltérable de la revue jusqu'aujourd'hui. Ce premier numéro qui contient des dessins de Francisco Cossío et José Mari Uzelai ainsi que des textes de Federico García Lorca, José Bergamín, Jorge Guillén, Gerardo Diego, Rafael Alberti, Emilio Prados, Benjamín Jarnés et José María Hinojosa, qui formeraient alors la génération de 27, le groupe poétique le plus important du XXe siècle en Espagne. De manière générale, la revue publiera, avec sa fameuse Imprenta Sur des poètes, romanciers, peintres, dessinateurs, architectes, philosophes, compositeurs, etc.
La revue devient rapidement la plus importante revue culturelle de langue hispanique de son temps. Très souvent la première publication de textes — et particulièrement les poèmes — de certains auteurs se fait dans cette revue de manière exclusive, comme c'est le cas du multifacétique José Moreno Villa (qui restera très proche de la revue), qui publia dès le deuxième numéro cinq dessins illustrés de la série intitulée « Schola Cordis » (numéro deux) ainsi que des poèmes (Contra presagio et Ilusión, numéros 5, 6 et 7) puis plus tard les trois premiers poèmes de son meilleur recueil, Jacinta la pelirroja (numéro 8).
En octobre 1927, Litoral dédie un hommage à Luis de Góngora sur les numéros 5, 6 et 7 (tous les trois du mois d'octobre). Aux précédents fondateurs et auteurs cités s'ajoutent alors d'autres intervenants de renom tels que Luis Cernuda, Vicente Aleixandre, Juan Larrea, Manuel de Falla, Salvador Dalí, Juan Gris, Pablo Picasso, etc.

### La brève deuxième étape impulsée par Hinojosa
Le numéro huit de la revue ne paraîtra que presque deux ans plus tard, en mai 1929, avec un nouveau directeur malagueño : José María Hinojosa.
Cependant, l'imprimerie ne cessa pas de tourner pendant ce laps de temps : en effet, plusieurs poètes y publièrent leur premier livre, à savoir Ámbito de Vicente Aleixandre, La Toriada de Fernando Villalón et Jacinta la pelirroja de José Moreno Villa.
La revue cessa d'être publiée avec le numéro suivant, en juillet 1929. En effet, un nouveau projet de revue concentrait les auteurs de Litoral, et finit par terminer la publication de celui-ci. Ils voulaient, avec la participation de Luis Cernuda, Vicente Aleixandre et Salvador Dali, créer une nouvelle revue entièrement surréaliste, dont les premiers noms envisagés étaient de l'ordre de « Poesía y destrucción » ou « El agua en la boca ».
Mais les circonstances sociales et personnelles sépareront les membres de cette aventure avec l'arrivée en 1931 de la Seconde République espagnole, certains s'engageant politiquement (comme Prados), d'autres reprenant d'autres activités à l'étranger (comme Altolaguirre à Paris, avec Cuadernos de Poesía).
En plus des auteurs précédemment cités, participèrent également à au moins l'un des neuf numéros de la revue Litoral malagueña : Benjamín Palencia, Antonio Marichalar (es), Lope de Vega, José María Quiroga Plá (es), Ramón Gómez de la Serna, Dámaso Alonso, Joaquín Peinado, Juan Chabas (es), Ernesto Giménez Caballero, Antonio Espina (es), Adriano del Valle (es), Rogelio Buendía (es), Apel·les Fenosa, Josep de Togores (es), Eugenio Frutos (es), Francisco Bores, Pedro Garfias, Hernando Viñes, Manuel Hugué, Gregorio Prieto, Joaquín Romero Murube (es), Luis Felipe Vivanco (es) et Paul Éluard.

### L'étape mexicaine
À la suite de l'exil de José Moreno Villa au Mexique, celui-ci décide de reprendre la revue en 1944 et de la publier au Mexique, et la dirige aux côtés de ses amis les fondateurs de la première revue Emilio Prados et Manuel Altolaguirre ainsi que de Juan Rejano et Francisco Giner de los Ríos, eux aussi exilés au Mexique ou à Cuba.
Moreno Villa participe lui-même activement dans le contenu en publiant un dessin intitulé Souvenir de Federico García Lorca, Antonio Machado et Miguel Hernández et en publiant un poème, Confusión y bloqueo. Participent également Juan Ramón Jiménez, Alfonso Reyes, Rodolfo Halffter, Antonio Rodríguez Luna, Emilio Prados, Manuel Altolaguirre, Juan Rejano et Francisco Giner de los Ríos.
Ce premier numéro vient avec un supplément : le texte de Eugenio Imaz (es), Delirio Español. La revue prolonge ainsi la labeur initiée avec les premiers numéros de l'édition espagnole depuis l'Amérique en se fondant en elle tout en conservant les plus pures voix espagnoles qui survécurent à la Guerre civile espagnole.
Se publièrent ensuite deux numéros supplémentaires la même année ; numéros qui furent les derniers. En plus des auteurs précédemment cités, participèrent également aux trois numéros de la revue Litoral mexicaine : Jorge Guillén, Ricardo Molinari (es), Ramón Gaya, Ernestina de Champourcín, Gustavo Pittaluga, Enrique Climent, Rufino Tamayo, Enrique Díez Canedo (es), Arturo Souto Feijoo, Max Aub, Josep Carner, Luis Enrique Délano (es), Juan José Domenchina, Enrique González Martínez (es), León Felipe, Paulino Masip (es), Concha Méndez, Mariano Picón Salas, Miguel Prieto, Daniel Tapia, Benjamín Jarnés.

### L'édition moderne
En 1968, en plein contexte de Mai 68 et toujours sous le joug de la dictature franquiste, José María Amado fait renaître la revue Litoral, de retour à Malaga. Prados et Altolaguirre décédés, Amado s'appuie sur ses amis Ángel Caffarena, Jesús Ussía et les survivants de la première étape : Alberti, Bergamín, Aleixandre, Guillén, Giner de los Ríos, etc.
Ils veulent ranimer l'esprit libéral des premiers numéros en gardant le même niveau de qualité éditoriale que ceux-ci, et se fait appeler Revue de la poésie et de la pensée.
Cette nouvelle édition veut « rendre un culte à la vérité de la Poésie » en se battant pour la liberté d'expression — Francisco Giner de los Ríos écrivit à ce sujet : « Elle est admirable, cette persévérance quasi héroïque avec laquelle la liberté intellectuelle fut défendue et se maintenu dans la revue, face à toute classe de poursuites policières de la censure. »
Les moteurs des premières années de la revue sont Bergamín et Aleixandre, ainsi que celui qui avait dessiné la première couverte quarante ans auparavant : Manuel Ángel Ortiz, en participant directement ou en rendant hommage aux premiers auteurs tels qu'Alberti, Lorca, Alberto, Picasso, Prados, Altolaguirre et Machado. Mais en plus de diffuser l'œuvre des artistes de 27, la revue s'ouvre aux nouvelles générations, aussi bien de dessinateurs que de poètes.
C'est ainsi que sont publiés les auteurs de la génération de 50 et celle des Novísimos, comme Antonio Gala, Félix Azúa, José Agustín Goytisolo, José Manuel Caballero Bonald, Félix Grande, Fernando Quiñónes, Carlos Sahagún, José Ángel Valente, Vicente Molina Foix, Juan Cruz, Ana María Foix, Fernando Delgado, Claudio Rodríguez, Jaime Gil de Biedma, etc. Des artistes qui sentent la nécessité de bousculer la rigidité de l'art d'après-guerre.
Dans la peinture aussi de nouveaux mouvements cassaient les modèles, et s'ouvre alors une nouvelle étape d'ouverture dans la vie artistique espagnole. Cette tendance est renforcée par l'appui marqué de Pablo Picasso qui fait plusieurs dédicaces afin de faire se poser les projecteurs sur la revue. Il en était un fervent admirateur, et en discutait avec Alberti quand celui-ci lui rendait visite dans le Sud de la France.
Plusieurs livres sont publiés par la revue, comme le dernier de Bergamín, La Claridad desierta (1973), et en 1984, la revue publia en trois tomes l'Antología Periodística composée d'une grande partie de son œuvre, un an après sa mort.
La revue se consacre à publier en fac-similé les premières œuvres de ses créateurs, afin de diffuser leur art mais aussi à mode documentaire pour faire connaître l'art de la typographie artisanale de l'époque.
Un nouvel intégrant important est Darío Carmona, écrivain et dessinateur chilien, secrétaire de Pablo Neruda, et qui a fui du Coup d'État chilien en 1973. Il participe activement à la lutte pour la liberté d'expression.
L'étape actuelle commence en 1975, quand le poète et peintre Lorenzo Saval rejoint José María Amado à la direction de la revue. À cette époque sont dédiés de nombreux numéros à l'avant-garde espagnole et aux grands poètes de ce XXe siècle, en offrant de nombreux fac-similés, lettres, photos et autres manuscrits inédits. Des artistes de toutes les époques participent à la revue : aussi bien ceux qui vécurent le surréalisme, tels que Maruja Mallo, Eugenio Granell ou José Manuel Caballero Bonald, que la nouvelle génération d'artistes qui faisaient leur apparition, comme Enrique Brinkman, Antono Jiménez, Juan Béjar, Eugenio Chicano, Francisco Peinado, Miguel Rodríguez Acosta, Rafael Pérez Estrada, Joaquín Lobato, Diego Santos, José Ignacio Díaz Pardo, José María Prieto, Paco Aguilar ou María José Vargas Machuca.
En 2004, la revue se voit récompensée de la Médaille d'or du mérite des beaux-arts par le Ministère de l'Éducation, de la Culture et des Sports.

## Liste des parutions

### Litoral
- Nº1, novembre 1926
- Nº2, décembre 1926
- Nº3, mars 1927
- Nº4, avril 1927
- Nº5, octobre 1927
- Nº6, octobre 1927
- Nº7, octobre 1927
- Nº8, mai 1929
- Nº9, juin 1929

### Litoral México
- Nº1, juillet 1944
- Nº2, septembre 1944
- Nº3, août 1944 - Numéro spécial

### Litoral moderne
Ont été publiés plus de 250 numéros, qui sont référencés sur le site officiel de la nouvelle version de la revue.